# Spathius iphitus
Spathius iphitus är en stekelart som beskrevs av Nixon 1943. Spathius iphitus ingår i släktet Spathius och familjen bracksteklar. Inga underarter finns listade i Catalogue of Life.